# Leiolopisma telfairii
Leiolopisma telfairii är en ödleart som beskrevs av  Dennis E. Desjardin 1831. Leiolopisma telfairii ingår i släktet Leiolopisma och familjen skinkar. IUCN kategoriserar arten globalt som sårbar. Inga underarter finns listade i Catalogue of Life.